# Eratoneura mirifica
Eratoneura mirifica är en insektsart som först beskrevs av Beamer 1932.  Eratoneura mirifica ingår i släktet Eratoneura och familjen dvärgstritar. Inga underarter finns listade i Catalogue of Life.